# SATENA
SATENA – kolumbijska linia lotnicza z siedzibą w Bogocie. Obsługuje połączenia krajowe i międzynarodowe.